# Меметов Ервін Ільдарович
Ервін Ільдарович Меметов (нар. 7 лютого 1990, Шахрисабз, Узбецька РСР) — український футболіст кримськотатарського походження, півзахисник.

## Життєпис
Вихованець севастопольської СДЮСШОР-5. Футбольну кар'єру розпочав 2006 року в «Севастополі». Дебютував у футболці клубу з однойменного міста 31 липня 2006 року в програному (0:1) домашньому поєдинку 1-го туру групи Б Другої ліги України проти мелітопольського «Олкома». Ервін вийшов на поле на 46-й хвилині, замінивши Сергія Писаного. Дебютним голом на професіональному рівні відзначився 6 серпня 2006 року на 12-й хвилині переможного (4:0) домашнього поєдинку 2-го туру групи Б Другої ліги проти маріупольського «Іллічівця-2». Меметов вийшов на поле в стартовому складі, а на 72-й хвилині його замінив Сергій Писаний. У команді провів один сезон. Влітку 2007 року перебрався в южноукраїнську «Енергію» (Юж), у футболці якої зіграв 15 матчів у Другій лізі та 1 поєдинок у кубку України. Під час зимової перерви сезону 2007/08 років повернувся до «Севастополя», з яким виборов путівку до Прем'єр-ліги України. Проте у вищому дивізіоні українського футболу не грав, зіграв 11 матчів у першості дублерів клубів Прем'єр-ліги. З 2007 по 2010 рік грав за «Севастополь-2» у першості АР Крим, а в сезоні 2008/09 років зіграв 4 матчі та відзначився 1 голом у Другій лізі чемпіонату України. По завершенні сезону 2010/11 років залишив севастопольський клуб.
У 2012 році грав у чемпіонаті АР Крим за красноперекопський «Хімік», а наступного року — за «Регіон» (Красногвардійське). Після анексії Криму отримав російський паспорт, виступав за клуби чемпіонату Криму, зокрема, за «Кизилташ». З 2019 року захищає кольори аматорський колектив «Сімферопольське» (Трудове) з Сімферопольського району.

## Досягнення
«Севастополь»
- Перша ліга України
  -  Чемпіон (1): 2009/10